# Irrende Seelen
Irrende Seelen ist ein deutsches Stummfilmdrama von Carl Froelich nach Motiven von Fjodor Dostojewskis Roman Der Idiot mit Asta Nielsen in der Hauptrolle.

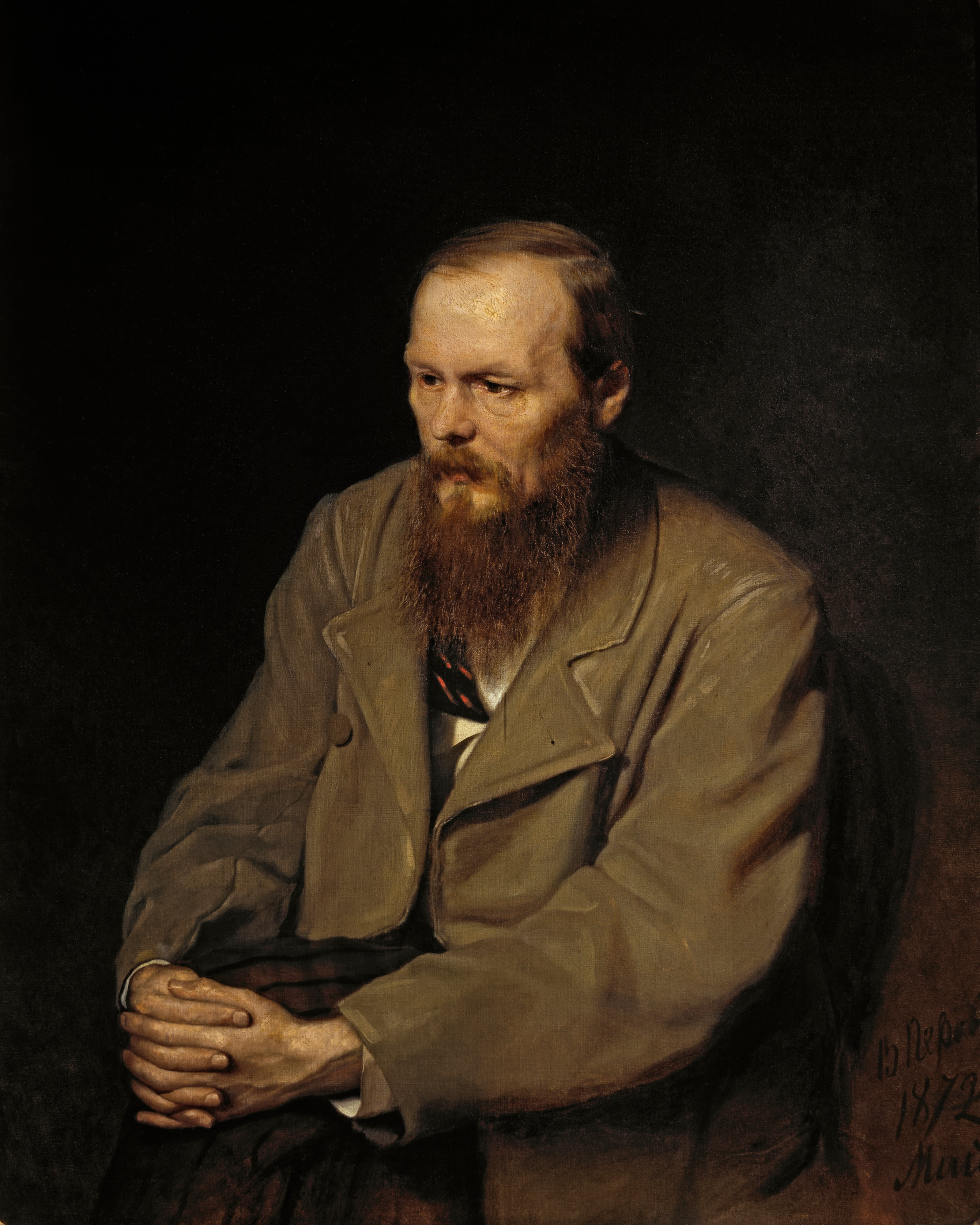
Vorlageautor Fjodor Dostojewski

## Handlung
Russland im Jahre 1870. Nach dem Feuertod ihrer Eltern wächst die noch minderjährige Nastassja Baraschkowa bei dem wohlhabenden Gutsnachbar Totzky auf, bei dem sie ihre ersten erotischen Erfahrungen macht. Sie erblüht zu seiner jungen, schönen Frau, um die sich fortan viele Männer reißen. Viele von ihnen wollen Nastassja am liebsten heiraten, darunter auch der wohlanständige Fürst Myschkin und wenig später auch der reiche Mehlhändler Rogoschin, der deutlich älter als Nastassja ist. Trotz ihrer Sympathie für Myschkin folgt sie Rogoschin, weil ihr die Perspektive an seiner Seite besser erscheint. Auch für Totzky wird eine passende Braut gefunden: es ist Aglaja Jepantschina, die jüngste Tochter eines einflussreichen Generals. Der moralische Myschkin stellt sich dem entgegen: eine Ehe ohne Liebe, und die ist bei Aglaja nicht auszumachen, ist in seinen Augen verwerflich. Die Menschen um ihn herum nehmen ihn jedoch nicht ernst, seine moralischen Bedenken können sie nicht teilen.
Rogoschin beschenkt Nastassja mit viel Schmuck und Geschmeide, doch Warmherzigkeit zeigt er nicht. Aglaja hingegen erfährt von Myschkin, wie Liebe aussehen kann, als sie einen tief emotionalen Brief von ihm empfängt. Bald kommt es zu einer entscheidenden Wiederbegegnung zwischen Nastassja und Myschkin, die beide trotz ihrer inneren  Vereinsamung sehr unterschiedliche Wesen sind. Nastassja amüsiert sich über des Fürsten angebliche Naivität und gaukelt ihm vor, wie wichtig ihr Rogoschins wertvolle Gaben sind, während Myschkin erkennt, dass Nastassja sich und anderen etwas vormacht. Er bittet sie, Rogoschin zu verlassen. Tatsächlich folgt die Frau dem fürstlichen Rat, woraufhin der zutiefst erzürnte Rogoschin versucht, Fürst Myschkin zu erdolchen. Ehe es zur Katastrophe kommen kann, lässt Rogoschin jedoch im letzten Moment von seinem Gegenüber ab. Etwas später treffen Myschkin und Nastassja erneut aufeinander. Auch Rogoschin stößt kurz darauf hinzu. Als er damit droht, Myschkin, den er als seinen ständigen Rivalen um Nastassjas Gunst begreift, zu ermorden, erklärt sich Nastassja bereit, Rogoschin zu heiraten. 
Aglaja Jepantschina muss nicht mehr, wie geplant, den ungeliebten Totzky heiraten, denn auf dieser arrangierten Ehe würde kein Segen liegen, wie Nastassja nur allzu gut weiß. Und so verbreitet sie das Gerücht, dass sich ein Arrangement mit Totzky nicht lohnen würde, denn dieser stecke in finanziellen Schwierigkeiten. Aglaja, die sich seit Myschkins lyrischen Bemühungen in den schwärmerischen Fürsten verliebt hat, kann sich nun, wo sie Totzky los ist, ganz für ihn bereithalten. Myschkin ist hin- und hergerissen zwischen der lieben Aglaja und der erfahreneren und manchmal recht spöttischen Nastassja. Nach einem Zwischenfall scheinen nun endlich die Würfel zugunsten Nastassjas gefallen zu sein. Man will heiraten, doch der Fürst muss eingestehen, dass seine Gedanken weiterhin auch um Aglaja kreisen. Daraufhin zieht sich Nastassja zurück und verlässt ihr gesellschaftliches Umfeld. Myschkin sucht nach ihr und findet bei Rogoschin, zu dem sie offensichtlich zurückgekehrt war, nur ihren Leichnam. Der tobende Händler gesteht frank und frei, Nastassja erstochen zu haben. Daraufhin bricht der sensible Myschkin aus Verzweiflung zusammen.

## Produktionsnotizen
Irrende Seelen, einer der unbekannteren Werke der Nielsen, entstand innerhalb von sechs Wochen Drehzeit im Jofa-Atelier von Berlin-Johannisthal, passierte am 9. März 1921 die Filmzensur und wurde ein Tag darauf in Berlins Marmorhaus uraufgeführt. Die Länge des mit Jugendverbot belegten Sechsakters betrug 2810 Meter. In der Provinz wurde der Film unter dem Titel Sklaven der Sinne vertrieben.
Robert Herlth und Walter Röhrig gestalteten die Filmbauten.

## Kritik
Die Publikation Das Tagebuch widmete der Dostojewski-Verfilmung einen längeren Artikel: Dort ist unter anderem zu lesen: „… der Film ist viel besser als der Titel. Er ist in vielen Szenen vorbildlich. Und zwar für etwas wirklich Neues, nämlich für die Darstellung seelischer Vorgänge im Angesicht des Menschen. Ich kenne keinen deutschen, geschweige denn einen ausländischen Film, der soviel Psychologie des Antlitzes enthält wie dieser. Was Alfred Abel, Asta Nielsen, Edgar Licho hier auf Höhepunkten des Dramas in Nahaufnahmen ihrer beseelten Gesichter  geben, das ist höchste mimische Kunst. (…) Dieser Film ist aber auch vorbildlich als Regiearbeit. Curt [sic!] Froelich hat hier mit instinktiver Mathematik den Film in Massendrama und Individualdrama zerlegt; erquickend der Gegensatz von Bewegtheit des äußeren und des inneren Bildes.“

## Einzelnachweis
1. ↑  Irrende Seelen in Das Tagebuch, Heft 11, S. 344